# Partito Verde (Libano)
Il Partito Verde del Libano (in arabo حزب الخضر اللبناني‎?, Hizb-al-khodor-al-lubnanī) è un partito politico verde libanese. Venne fondato nell'agosto 2008 da Philip Skaff. Il partito sostiene la tutela dell'ambiente, lo sviluppo sostenibile, e i diritti umani in Libano. È il primo partito in Libano che si concentra principalmente sulla politica verde, ed il primo partito ecologista del mondo arabo.

## Storia
Le origini del Partito Verde libanese si ebbero negli anni Novanta nella nascita da parte delle nuove generazioni di un sentimento di rifiuto verso la logica del confessionalismo e delle divisioni interreligiose, che avevano portato alla guerra civile libanese. Sempre nello stesso periodo cresce anche una sensibilità ambientale, sia come riflesso dei successi dei partiti ecologisti europei, sia in conseguenza delle drammatiche condizioni dell'ambiente libanese dopo la guerra civile. All'inizio del XXI secolo iniziarono così le prime attività da parte di attivisti ecologisti libanesi, impegnati nella difesa delle foreste e più in generale per una politica di tutela dell'ambiente.
Il Partito Verde venne fondato nel 2008 dall'imprenditore Philip Skaff, e fu presentato per la prima volta al pubblico in una conferenza stampa tenuta il 20 agosto 2008 all'Hotel Monroe di Beirut. Poco dopo ottenne il permesso da parte del Ministero degli Interni per poter operare. Il partito divenne così il primo partito ecologista ad essere fondato nel Medio Oriente arabo. La fondazione del partito tuttavia non fu appoggiata da tutto l'intero movimento ecologista libanese, diviso come in Europa tra un'ala radicale e un'ala riformista. Il Partito Verde tuttavia, al contrario dei partiti ecologisti europei degli anni settanta, adotta un atteggiamento pragmatico, che mira a lavorare assieme ai partiti al governo sui temi ambientali, atteggiamento valutato come necessario in uno scenario politico già fortemente diviso su base confessionale. Inoltre alcuni osservatori hanno evidenziato la vicinanza del partito con l'Associazione per le foreste, lo sviluppo e la conservazione (AFDC), un'associazione ecologista che ha legami col politico druso del Partito Socialista Progressista Akram Chehayeb.
Nel marzo 2009, il Partito Verde annunciò il lancio di un patto ecologico, cercando un consenso sulla questione ambientale con le diverse forze politiche. Partecipò alle elezioni generali dello stesso anno senza ottenere risultati di rilievo.
Nel dicembre 2011 venne eletta come nuova presidente Nada Zaarour, rendendo così il Partito Verde il primo partito libanese ad avere una presidente donna. Le campagne principali che furono condotte dal partito nei primi anni della propria attività sono: il "Piano nazionale per la piantumazione forestale", condotto in cooperazione con l'AFDC, che aveva come obiettivo l'innalzamento della quota di territorio libanese coperto da foreste dal 12 al 20%; e un progetto per la sanificazione e la riqualificazione del Nahr Beirut, il fiume che attraversa la capitale.
Dal 2019 il partito partecipa alle grandi proteste avvenute nel paese.

## Ideologia e posizioni politiche
Il partito si caratterizza soprattutto per le proprie posizioni sui temi ambientali (motivo per cui viene spesso descritto come partito single-issue) e per la volontà di superare la divisione su base confessionale della società libanese. Alla base del proprio programma ha dieci "principi fondamentali": unità fra uomo e natura; sviluppo sostenibile; rispetto per la varietà e le differenze sociali; uguaglianza fra uomo e donna; democrazia, libertà e rispetto dei diritti umani; modernizzazione dello stato e della società; decentramento amministrativo; sistema economico libero e ordinato; non violenza; apertura verso la cooperazione internazionale. Su alcuni temi come alcuni aspetti della politica economica il partito non ha posizioni ufficiali, a causa della propria eterogeneità interna.
Sul tema delle politiche ambientali, il partito critica la mancanza di mezzi e di esperienza in materia ambientale da parte della pubblica amministrazione e in special modo del Ministero dell'Ambiente. Il partito propone l'istituzione di una procura destinata ai reati ambientali, così come di un corpo di polizia forestale. Viene inoltre visto in maniera molto critica il ruolo che le aziende private libanesi hanno in materia ambientale, e anche per questo il partito propone una nazionalizzazione delle industrie strategiche, come il settore dell'elettricità, o delle costruzioni. In materia di politica estera il partito evita di prendere posizione per motivi tattici, legati alla situazione geopolitica del paese, e si limita a chiedere una risoluzione pacifica delle controversie internazionali e il disarmo atomico.

## Struttura interna
Al 2013 il partito poteva contare su circa 1800 iscritti, provenienti in special modo dal ceto medio e con un grado di istruzione elevato. L'età media è bassa e la quota di iscritti donne è alta (circa il 50%). Molti sono studenti delle università di Beirut, provenienti specialmente da settori tecnici. Geograficamente il partito è diffuso soprattutto nella città di Beirut e negli immediati dintorni.
Il congresso generale del partito elegge ogni tre anni 15 membri dell'ufficio politico e 5 membri del consiglio nazionale. Essi poi eleggono a loro volta il presidente del partito. A livello finanziario il partito si basa sull'autofinanziamento e sulla partecipazione a progetti finanziati da agenzie europee o delle Nazioni Unite.

## Relazioni internazionali
Il partito aderisce all'Internazionale ecologista dei Global Greens. In particolare ha rapporti con i partiti ecologisti francese e tedesco (collaborando anche su alcuni progetti con la Fondazione Heinrich Böll).